# Nikasil
Nikasil es una marca registrada. Consiste en una aleación de níquel y silicio utilizada para el revestimiento de las camisas de los cilindros en algunos motores construidos en aluminio, tanto de motocicletas como de automóviles.
El tratamiento al nikasil es un proceso muy costoso y refinado, aportando como principales ventajas:
- Menor fricción entre los elementos móviles
- Mayor durabilidad del motor
- Permite regímenes de giro más altos
- Al prescindir de las camisas húmedas, la cilindrada puede aumentarse sin modificar el bloque motor, agregando una posibilidad de mayor durabilidad.

- Datos: Q2303521